# 中東黑棘鯛
中東黑棘鯛為輻鰭魚綱鱸形目鱸亞目鯛科的其中一種，分布於西印度洋的波斯灣海域，體長可達32.2公分，棲息在沿海海域，可做為食用魚。